# 1972 у хокеї з шайбою
Нижче наведені хокейні події 1972 року у всьому світі.

### Головні події
На зимових Олімпійських іграх у Саппоро золоті нагороди здобула збірна СРСР.
На чемпіонаті світу в Празі золоті нагороди здобула збірна Чехословаччини (третій титул).
У фіналі кубка Стенлі «Бостон Брюїнс» переміг «Нью-Йорк Рейнджерс».
Відбулася суперсерія між збірними Канади та СРСР. До складу канадської команди входили лише гравці Національної хокейної ліги. У восьми матчах канадці здобули чотири перемоги та один матч звели внічию (різниця закинутих та пропущених шайб — 31:32).

## Національні чемпіони
- Австрія: «Клагенфурт»
- Болгарія: ЦСКА (Софія)
- Данія: КСФ (Копенгаген)

- Італія: «Кортіна» (Кортіна-д'Ампеццо)
- Нідерланди: «Тілбург Трапперс»
- НДР: «Динамо» (Вайсвассер)
- Норвегія: «Хасле-Лорен» (Осло)
- Польща: «Подгале» (Новий Тарг)
- Румунія: «Динамо» (Бухарест)
- СРСР: ЦСКА (Москва)
- Угорщина: «Ференцварош» (Будапешт)
- Фінляндія: «Ільвес» (Тампере)
- Франція: «Шамоні» (Шамоні-Мон-Блан)
- ФРН: «Дюссельдорф»
- Чехословаччина: «Дукла» (Їглава)
- Швейцарія: «Ла-Шо-де-Фон»
- Швеція: «Брюнес» (Євле)
- Югославія: «Олімпія» (Любляна)

## Переможці міжнародних турнірів
- Кубок європейських чемпіонів: ЦСКА (Москва, СРСР)
- Турнір газети «Известия»: збірна СРСР
- Кубок Шпенглера: «Слован» (Братислава, Чехословаччина)
- Кубок Ахерна: «Спартак» (Москва, СРСР)
- Турнір газети «Советский спорт»: ЦСКА (Москва)

## Народились
- 15 лютого — Яромир Ягр, чеський хокеїст. Олімпійський чемпіон, чемпіон світу та володар кубка Стенлі.
- 3 травня — В'ячеслав Козлов, російський хокеїст. Володар кубка Стенлі.
- 5 травня — Жигмунд Палффі, словацький хокеїст. Чемпіон світу.
- 6 травня — Мартен Бродер, канадський хокеїст. Олімпійський чемпіон.
- 24 травня — Віктор Уйчик, чеський хокеїст. Чемпіон світу.
- 20 липня — Йозеф Штумпел, словацький хокеїст. Чемпіон світу.
- 3 серпня — Сандіс Озоліньш, латвійський хокеїст. Володар кубка Стенлі.
- 30 серпня — Мірослав Глінка, словацький хокеїст. Чемпіон світу.
- 10 жовтня — Олексій Житник, радянський та український хокеїст. Олімпійський чемпіон.
- 11 грудня — Данієль Альфредссон, шведський хокеїст. Олімпійський чемпіон.